# زورقک خیاری

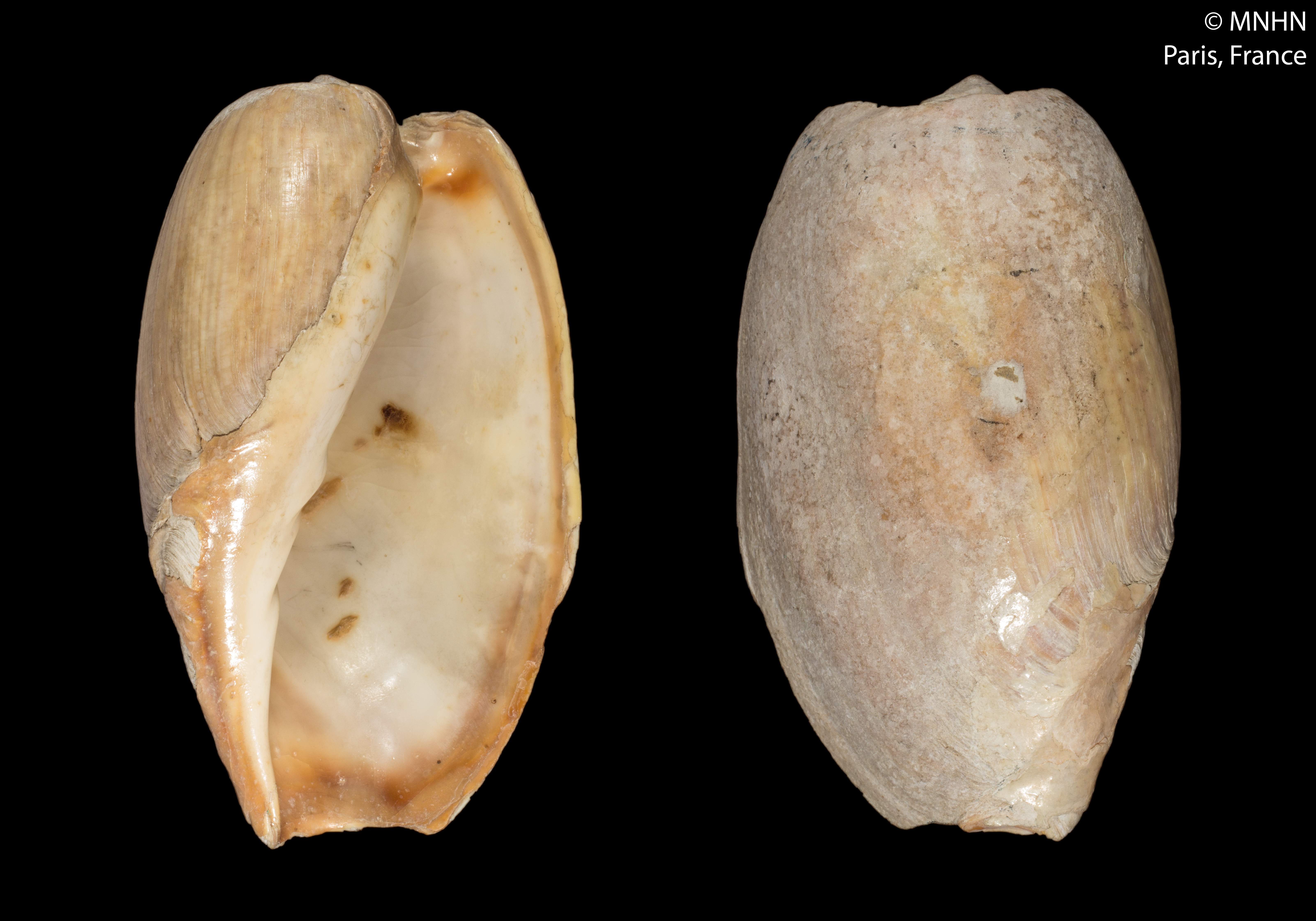
زورقک خیاری

زورقک خیاری (نام علمی: Cymbium cucumis) نام یک گونه از سرده زورقک‌ها است.